# Ixodes soricis
Ixodes soricis är en fästingart som beskrevs av Charles Stuart Gregson 1942. Ixodes soricis ingår i släktet Ixodes och familjen hårda fästingar. Inga underarter finns listade i Catalogue of Life.